# Glacidorbis occidentalis
Glacidorbis occidentalis är en snäckart som beskrevs av Bunn och Helen E. Stoddart 1983. Glacidorbis occidentalis ingår i släktet Glacidorbis och familjen Glacidorbidae. IUCN kategoriserar arten globalt som sårbar. Inga underarter finns listade i Catalogue of Life.